# Epiplema nigrocapitata
Epiplema nigrocapitata är en fjärilsart som beskrevs av Pieter Cornelius Tobias Snellen 1874. Epiplema nigrocapitata ingår i släktet Epiplema och familjen Uraniidae. Inga underarter finns listade i Catalogue of Life.